# Polemic
Polemic je slovaška ska/reggae glasbena skupina, ki so jo leta 1989 ustanovili štirje sošolci pod vodstvom frontmana Braňa Bajze, zdaj ena najbolj prepoznavnih zabavnoglasbenih skupin v državi. Znani so po humornih, lahkotnih besedilih in poskočnem slogu.
Člani, ki jih je k ustvarjanju spodbudila britanska two-tone scena (Madness, Bad Manners,...), so v domovini orali ledino s tem glasbenim slogom in dolgo časa s težavo prodirali na sceni v času, ko sta prevladovala heavy metal in glam rock. Preboj se je zgodil leta 1994, ko so nastopili na televizijskem šovu talentov in zmagali, nakar so pod okriljem voditelja, pevca Roba Grigorova izdali prvi album.
Njihov drugi album Yah Man!, ki je nastal pod vplivom obiska treh članov na Jamajki in je bil glasbeno bolj raznolik (ska, dancehall, elementi slovaške ljudske glasbe), je doživel tudi komercialni uspeh. Prinesel jim je pogodbo z založbo BMG / Ariola. Na naslednjem, Gangster-Ska, je bilo več hit singlov, kot so »Komplikovaná«, »Farebná« in »Ako to prežijem?«, zanj so prejeli nominaciji za najboljšo skupino in najboljši album na podelitvi priznanj slovaške sekcije IFPI. Vse od takrat redno izdajajo albume, medtem pa aktivno koncertirajo.

## Diskografija
- 1996 Vrana (demo)
- 1997 Do ska - Musica, CD
- 1999 Yah Man! - Rádio Bratislava, CD
- 2000 Gangster-Ska - BMG, CD
- 2002 Nelám si s tým hlavu! -  BMG, CD
- 2005 Nenudin - Sony BMG, CD
- 2007 Live - Sony BMG, CD, DVD
- 2008 Best of 1988-2008 - Sony BMG, CD
- 2010 Horúce časy - Sony Music, CD
- 2013 Hey! Ba-ba Re-bop